# Iráni labdarúgó-válogatott
A iráni labdarúgó-válogatott – avagy becenevükön Team Melli (A nemzeti csapat) – Irán nemzeti csapata, amelyet az iráni labdarúgó-szövetség irányít. Az egyik legerősebb ázsiai válogatott hatszor vett részt a labdarúgó-világbajnokságon (1978, 1998, 2006, 2014, 2018, 2022), azonban a csoportkörből még sosem jutottak tovább.
Irán háromszor volt Ázsia-kupa-győztes, 1968-ban, 1972-ben és 1976-ban, és négyszer szereztek harmadik helyet.
Az 1979-es iráni forradalom és az Irak elleni háború az 1980-as években háttérbe szorította a labdarúgást, de az 1990-es évek a játék népszerűségének reneszánszát hozták. Az utóbbi két évtizedben a labdarúgás híveinek száma meredeken emelkedett az országban, az utcán focizó gyerekek látványa mindennapossá vált.

## Története
Az iráni labdarúgó-szövetséget 1920-ban alapították. Az iráni válogatott első mérkőzését 1941. augusztus 23-án játszotta Kabulban Brit India válogatottja ellen. A FIFA által is elismert első hivatalos mérkőzésére két nappal később, 1941. augusztus 25-én került sor egy Afganisztán elleni 0−0-ás döntetlen alkalmával. Az iráni válogatott zsinórban háromszor nyerte meg az Ázsia-kupát (1968, 1972, 1976).

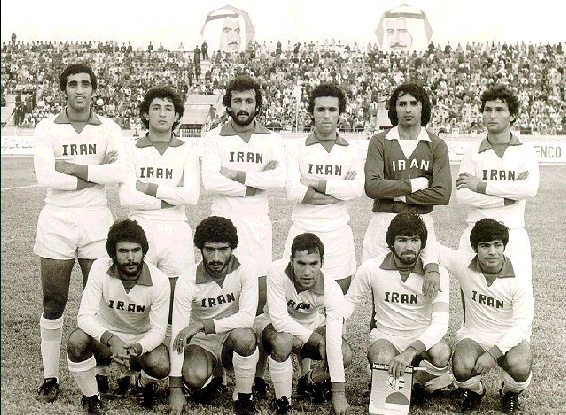
Az iráni válogatott 1977-ben

1978-ban kijutottak történetük első világbajnokságára, miután legyőzték Ausztráliát a vb-selejtezőn Teheránban. A tornán Hollandia és Peru ellen vereséget szenvedtek, míg Skóciával 1–1-es döntetlent játszottak. Az 1979-es iráni forradalmat követően a labdarúgás háttérbe szorult. Az 1982-es világbajnokság selejtezőitől visszaléptek, az 1986-os vb selejtezőiből pedig kizárták az irániakat.
1997 novemberében Irán kijutott az 1998-as világbajnokságra. A pótselejtezőn Ausztráliával találkoztak és hazai pályán 1–1-es, míg Melbourneben 2−2-es döntetlent játszottak, így idegenben rúgott gólokkal sikeresen kvalifikálták magukat a franciaországi tornára. Első mérkőzésükön Siniša Mihajlović góljával 1−0-ra kikaptak Jugoszláviától, az Egyesült Államok ellen viszont megszerezték történetük első világbajnoki győzelmét, ahol Hamid Estili és Mehdi Mahdavikia találataival 2–1-re győztek. A zárótalálkozón 2–0-ás vereséget szenvedtek Németország ellen. 2000. november 24-én történetük legnagyobb arányú győzelmét aratták, amikor 19–0-ra győzték le  Guam válogatottját. A 2002-es világbajnokságról lemaradtak, miután az interkontinentális pótselejtezőben 2−0-ra kikaptak Dublinban Írországtól, a teheráni visszavágón pedig csak 1−0-ra győztek. A 2004-es Ázsia-kupán bronzérmet szereztek, miután Bahreint 4–2-re verték a harmadik helyért rendezett mérkőzésen.
2005. június 8-án Japán mellett Irán volt az első válogatott, amelyik kijutott a 2006-os németországi világbajnokságra. Az eseményt Mexikó ellen 3−1-es vereséggel kezdték. Második mérkőzésükön Portugáliától 2−0-ra kaptak ki, míg az Angola elleni párharc 1−1-es döntetlennel végződött. A 2010-es világbajnokságra nem sikerült kijutniuk, de részt vettek a 2014-es vb-n, amit Brazíliában rendeztek. A tornát egy Nigéria elleni 0–0-ás döntetlennel nyitották. Argentínától 1–0-ra kaptak ki. Utolsó csoportmérkőzésükön Bosznia-Hercegovina ellen 3–1 arányban szenvedtek vereséget, az irániak egyetlen gólját Rezá Gucsannezsád szerezte.
A 2015-ös Ázsia-kupán a negyeddöntőig jutottak, ahol Irakkal találkoztak és 3−3-as döntetlent követően büntetőkkel maradtak alul 7−6 arányban. 
Irán sorrendben a második csapat volt, amelyik kijutott a 2018-as világbajnokságra, miután hazai pályán 2017. június 12-én 2–0-ra legyőzték Üzbegisztánt. A tornán az első mérkőzésüket egy öngóllal 1–0-ra megnyerték Marokkó ellen. A második mérkőzésükön Spanyolországgal találkoztak és 1–0-ra kikaptak. Portugália ellen 1–1-es döntetlennel zárták a csoportkört, Karim Anszárifard révén büntetőből sikerült egyenlíteniük a 93. percben.
A 2019-es Ázsia-kupán a csoportkörben Jemen 5–0-ás és Vietnám 2–0-ás legyőzését követően Irakkal 0–0-ás döntetlent játszottak. A nyolcaddöntőben Ománt 2–0-ra, majd a negyeddöntőben Kínát verték 3–0-ra. Az elődöntőben 3−0-ás vereséget szenvedtek Japán ellen, így automatikusan a harmadik helyen zárták a tornát, mert nem rendeztek bronzmérkőzést.
A 2022-es világbajnokságon Angliával, az Egyesült Államokkal és Wales-szel kerültek egy csoportba. Első mérkőzésükön 6–2-es vereséget szenvedtek Anglia ellen. A második csoportmérkőzésen 2–0-ra győzték le Walest. Az Egyesült Államok elleni találkozót 1–0-ra elveszítették és nem jutottak tovább a csoportból.

## Nemzetközi eredmények
Ázsia-kupa
- Aranyérmes: 3 alkalommal (1968, 1972, 1976)
- Bronzérmes: 4 alkalommal (1980, 1988, 1996, 2004)

Ázsia-játékok
- Aranyérmes: 3 alkalommal (1974, 1990, 1998)
- Ezüstérmes: 2 alkalommal (1951, 1966)

ECO-kupa
- Aranyérmes: 3 alkalommal (1965, 1970, 1993)
- Ezüstérmes: 3 alkalommal (1967, 1969, 1974)

WAFF-bajnokság
- Aranyérmes: 3 alkalommal (2000, 2004, 2007)
- Ezüstérmes: 1 alkalommal (2002)

Afro-ázsiai nemzetek kupája
- Ezüstérmes: 1 alkalommal (1991)

AFC–OFC-Kihívás kupa
- Aranyérmes: 1 alkalommal (2003)

### Világbajnoki szereplés
| Év       | Eredmény      | Hely          | J             | Gy            | D             | V             | Rg            | Kg            |
| -------- | ------------- | ------------- | ------------- | ------------- | ------------- | ------------- | ------------- | ------------- |
| 1930     | Nem indult    | Nem indult    | Nem indult    | Nem indult    | Nem indult    | Nem indult    | Nem indult    | Nem indult    |
| 1934     | Nem indult    | Nem indult    | Nem indult    | Nem indult    | Nem indult    | Nem indult    | Nem indult    | Nem indult    |
| 1938     | Nem indult    | Nem indult    | Nem indult    | Nem indult    | Nem indult    | Nem indult    | Nem indult    | Nem indult    |
| 1950     | Nem indult    | Nem indult    | Nem indult    | Nem indult    | Nem indult    | Nem indult    | Nem indult    | Nem indult    |
| 1954     | Nem indult    | Nem indult    | Nem indult    | Nem indult    | Nem indult    | Nem indult    | Nem indult    | Nem indult    |
| 1958     | Nem indult    | Nem indult    | Nem indult    | Nem indult    | Nem indult    | Nem indult    | Nem indult    | Nem indult    |
| 1962     | Nem indult    | Nem indult    | Nem indult    | Nem indult    | Nem indult    | Nem indult    | Nem indult    | Nem indult    |
| 1966     | Nem indult    | Nem indult    | Nem indult    | Nem indult    | Nem indult    | Nem indult    | Nem indult    | Nem indult    |
| 1970     | Nem indult    | Nem indult    | Nem indult    | Nem indult    | Nem indult    | Nem indult    | Nem indult    | Nem indult    |
| 1974     | Nem jutott be | Nem jutott be | Nem jutott be | Nem jutott be | Nem jutott be | Nem jutott be | Nem jutott be | Nem jutott be |
| 1978     | Csoportkör    |               | 3             | 0             | 1             | 2             | 2             | 8             |
| 1982     | Nem jutott be | Nem jutott be | Nem jutott be | Nem jutott be | Nem jutott be | Nem jutott be | Nem jutott be | Nem jutott be |
| 1986     | Kizárták      | Kizárták      | Kizárták      | Kizárták      | Kizárták      | Kizárták      | Kizárták      | Kizárták      |
| 1990     | Nem jutott be | Nem jutott be | Nem jutott be | Nem jutott be | Nem jutott be | Nem jutott be | Nem jutott be | Nem jutott be |
| 1994     | Nem jutott be | Nem jutott be | Nem jutott be | Nem jutott be | Nem jutott be | Nem jutott be | Nem jutott be | Nem jutott be |
| 1998     | Csoportkör    |               | 3             | 1             | 0             | 2             | 2             | 4             |
| 2002     | Nem jutott be | Nem jutott be | Nem jutott be | Nem jutott be | Nem jutott be | Nem jutott be | Nem jutott be | Nem jutott be |
| 2006     | Csoportkör    |               | 3             | 0             | 1             | 2             | 2             | 6             |
| 2010     | Nem jutott be | Nem jutott be | Nem jutott be | Nem jutott be | Nem jutott be | Nem jutott be | Nem jutott be | Nem jutott be |
| 2014     | Csoportkör    |               | 3             | 0             | 1             | 2             | 1             | 4             |
| 2018     | Csoportkör    |               | 3             | 1             | 1             | 1             | 2             | 2             |
| 2022     | Csoportkör    |               | 3             | 1             | 0             | 2             | 4             | 7             |
| Összesen | 6/22          |               | 15            | 2             | 4             | 9             | 9             | 24            |

| Év       | Eredmény      | Helyezés      | M             | Gy            | D             | V             | RG            | KG            |
| -------- | ------------- | ------------- | ------------- | ------------- | ------------- | ------------- | ------------- | ------------- |
| 1956     | Visszalépett  | Visszalépett  | Visszalépett  | Visszalépett  | Visszalépett  | Visszalépett  | Visszalépett  | Visszalépett  |
| 1960     | Nem jutott be | Nem jutott be | Nem jutott be | Nem jutott be | Nem jutott be | Nem jutott be | Nem jutott be | Nem jutott be |
| 1964     | Visszalépett  | Visszalépett  | Visszalépett  | Visszalépett  | Visszalépett  | Visszalépett  | Visszalépett  | Visszalépett  |
| 1968     | Aranyérmes    | 1.            | 4             | 4             | 0             | 0             | 11            | 2             |
| 1972     | Aranyérmes    | 1.            | 5             | 5             | 0             | 0             | 12            | 4             |
| 1976     | Aranyérmes    | 1.            | 4             | 4             | 0             | 0             | 13            | 0             |
| 1980     | Bronzérmes    | 3.            | 6             | 3             | 2             | 1             | 16            | 6             |
| 1984     | Elődöntő      | 4.            | 6             | 2             | 4             | 0             | 8             | 3             |
| 1988     | Bronzérmes    | 3.            | 6             | 2             | 2             | 2             | 3             | 4             |
| 1992     | Csoportkör    | 5.            | 5             | 3             | 1             | 1             | 2             | 1             |
| 1996     | Bronzérmes    | 3.            | 6             | 3             | 2             | 1             | 14            | 6             |
| 2000     | Negyeddöntő   | 5.            | 4             | 2             | 1             | 1             | 7             | 3             |
| 2004     | Bronzérmes    | 3.            | 6             | 3             | 3             | 0             | 14            | 8             |
| 2007     | Negyeddöntő   | 5.            | 4             | 2             | 2             | 0             | 6             | 3             |
| 2011     | Negyeddöntő   | 5.            | 4             | 3             | 0             | 1             | 6             | 2             |
| 2015     | Negyeddöntő   | 6.            | 4             | 3             | 1             | 0             | 7             | 3             |
| 2019     | Elődöntő      | 3.            | 6             | 4             | 1             | 1             | 12            | 3             |
| 2023     | Bejutott      | Bejutott      | Bejutott      | Bejutott      | Bejutott      | Bejutott      | Bejutott      | Bejutott      |
| Összesen | 3 aranyérem   | 15/18         | 68            | 41            | 19            | 8             | 131           | 48            |

| Év       | Eredmény                         | Hely                             | M                                | Gy                               | D                                | V                                | Rg                               | Kg                               |
| -------- | -------------------------------- | -------------------------------- | -------------------------------- | -------------------------------- | -------------------------------- | -------------------------------- | -------------------------------- | -------------------------------- |
| 1900     | Nem létezett                     | Nem létezett                     | Nem létezett                     | Nem létezett                     | Nem létezett                     | Nem létezett                     | Nem létezett                     | Nem létezett                     |
| 1904     | Nem létezett                     | Nem létezett                     | Nem létezett                     | Nem létezett                     | Nem létezett                     | Nem létezett                     | Nem létezett                     | Nem létezett                     |
| 1908     | Nem létezett                     | Nem létezett                     | Nem létezett                     | Nem létezett                     | Nem létezett                     | Nem létezett                     | Nem létezett                     | Nem létezett                     |
| 1912     | Nem létezett                     | Nem létezett                     | Nem létezett                     | Nem létezett                     | Nem létezett                     | Nem létezett                     | Nem létezett                     | Nem létezett                     |
| 1920     | Nem létezett                     | Nem létezett                     | Nem létezett                     | Nem létezett                     | Nem létezett                     | Nem létezett                     | Nem létezett                     | Nem létezett                     |
| 1924     | Nem létezett                     | Nem létezett                     | Nem létezett                     | Nem létezett                     | Nem létezett                     | Nem létezett                     | Nem létezett                     | Nem létezett                     |
| 1928     | Nem létezett                     | Nem létezett                     | Nem létezett                     | Nem létezett                     | Nem létezett                     | Nem létezett                     | Nem létezett                     | Nem létezett                     |
| 1936     | Nem létezett                     | Nem létezett                     | Nem létezett                     | Nem létezett                     | Nem létezett                     | Nem létezett                     | Nem létezett                     | Nem létezett                     |
| 1948     | Nem indult                       | Nem indult                       | Nem indult                       | Nem indult                       | Nem indult                       | Nem indult                       | Nem indult                       | Nem indult                       |
| 1952     | Nem indult                       | Nem indult                       | Nem indult                       | Nem indult                       | Nem indult                       | Nem indult                       | Nem indult                       | Nem indult                       |
| 1956     | Nem indult                       | Nem indult                       | Nem indult                       | Nem indult                       | Nem indult                       | Nem indult                       | Nem indult                       | Nem indult                       |
| 1960     | Nem indult                       | Nem indult                       | Nem indult                       | Nem indult                       | Nem indult                       | Nem indult                       | Nem indult                       | Nem indult                       |
| 1964     | Csoportkör                       | 12.                              | 3                                | 0                                | 1                                | 2                                | 1                                | 6                                |
| 1968     | Nem jutott be                    | Nem jutott be                    | Nem jutott be                    | Nem jutott be                    | Nem jutott be                    | Nem jutott be                    | Nem jutott be                    | Nem jutott be                    |
| 1972     | Csoportkör                       | 12.                              | 3                                | 1                                | 0                                | 2                                | 1                                | 9                                |
| 1976     | Negyeddöntő                      | 7.                               | 3                                | 1                                | 0                                | 2                                | 4                                | 5                                |
| 1980     | Bejutott, de később visszalépett | Bejutott, de később visszalépett | Bejutott, de később visszalépett | Bejutott, de később visszalépett | Bejutott, de később visszalépett | Bejutott, de később visszalépett | Bejutott, de később visszalépett | Bejutott, de később visszalépett |
| 1984     | Bojkottálta                      | Bojkottálta                      | Bojkottálta                      | Bojkottálta                      | Bojkottálta                      | Bojkottálta                      | Bojkottálta                      | Bojkottálta                      |
| 1988     | Nem jutott be                    | Nem jutott be                    | Nem jutott be                    | Nem jutott be                    | Nem jutott be                    | Nem jutott be                    | Nem jutott be                    | Nem jutott be                    |
| Összesen | Negyeddöntő                      | 4/17                             | 9                                | 2                                | 1                                | 6                                | 6                                | 20                               |

## Mezek a válogatott története során
Az iráni labdarúgó-válogatott hagyományos szerelése fehér mez, fehér nadrág és fehér sportszár. A váltómez leggyakrabban egyszínű piros.

### Első számú
| 1978 | 1986 | 1990 | 1998 | 2006 | 2008–09 | 2011 | 2014 | 2016 | 2017 | 2018 |
| 2021 | 2022 |      |      |      |         |      |      |      |      |      |

### Váltómez
| 1978 | 1998 | 2006 | 2008–09 | 2011 | 2014 | 2017 | 2018 | 2021 | 2022 |

## Játékosok

### Jelenlegi keret
A 2022-es labdarúgó-világbajnokság 25 fős hivatalos kerete.
2022. november 10-én a  Nicaragua elleni mérkőzés után lett frissítve.
| Szám          | Poszt   | Név                    | Születési dátum / Kor          | Válogatottság | Gólok   | Klub             |         |         |         |
| Kapusok       | Kapusok | Kapusok                | Kapusok                        | Kapusok       | Kapusok | Kapusok          | Kapusok | Kapusok | Kapusok |
| ------------- | ------- | ---------------------- | ------------------------------ | ------------- | ------- | ---------------- | ------- | ------- | ------- |
| 1             | K       | Alireza Beiranvand     | 1992. szeptember 21. (32 éves) | 52            | 0       | Persepolis       |         |         |         |
| 12            | K       | Payam Niazmand         | 1995. április 6. (29 éves)     | 1             | 0       | Sepahan          |         |         |         |
| 22            | K       | Amir Abedzadeh         | 1993. április 26. (31 éves)    | 11            | 0       | Ponferradina     |         |         |         |
| 24            | K       | Hossein Hosseini       | 1992. június 30. (32 éves)     | 6             | 0       | Esteghlal        |         |         |         |
| Védők         |         |                        |                                |               |         |                  |         |         |         |
| 2             | V       | Sadegh Moharrami       | 1996. március 1. (29 éves)     | 21            | 0       | Dinamo Zagreb    |         |         |         |
| 3             | V       | Ehszán Hádzsszafi      | 1990. február 25. (35 éves)    | 121           | 7       | AÉK Athén        |         |         |         |
| 4             | V       | Shojae Khalilzadeh     | 1989. május 14. (35 éves)      | 25            | 1       | Al-Ahli          |         |         |         |
| 5             | V       | Milad Mohammadi        | 1993. szeptember 29. (31 éves) | 45            | 1       | AÉK Athén        |         |         |         |
| 8             | V       | Morteza Pouraliganji   | 1992. április 19. (32 éves)    | 46            | 3       | Persepolis       |         |         |         |
| 13            | V       | Hossein Kanaanizadegan | 1994. március 23. (31 éves)    | 35            | 2       | Al-Ahli          |         |         |         |
| 15            | V       | Rouzbeh Cheshmi        | 1993. július 24. (31 éves)     | 19            | 1       | Esteghlal        |         |         |         |
| 19            | V       | Majid Hosseini         | 1996. június 20. (28 éves)     | 18            | 0       | Kayserispor      |         |         |         |
| 23            | V       | Ramin Rezajan          | 1990. március 21. (35 éves)    | 46            | 2       | Sepahan          |         |         |         |
| 25            | V       | Abolfazl Jalali        | 1998. június 26. (26 éves)     | 3             | 0       | Esteghlal        |         |         |         |
| Középpályások |         |                        |                                |               |         |                  |         |         |         |
| 6             | KP      | Saeid Ezatolahi        | 1996. október 1. (28 éves)     | 47            | 1       | Vejle            |         |         |         |
| 7             | KP      | Alirezá Dzsahánbahs    | 1993. augusztus 11. (31 éves)  | 64            | 13      | Feyenoord        |         |         |         |
| 11            | KP      | Vahid Amiri            | 1988. április 2. (36 éves)     | 68            | 2       | Persepolis       |         |         |         |
| 14            | KP      | Számán Kadusz          | 1993. szeptember 6. (31 éves)  | 33            | 2       | Brentford        |         |         |         |
| 16            | KP      | Mehdi Torabi           | 1994. szeptember 10. (30 éves) | 36            | 6       | Persepolis       |         |         |         |
| 17            | KP      | Ali Gholizadeh         | 1996. március 10. (29 éves)    | 26            | 6       | Charleroi        |         |         |         |
| 18            | KP      | Ali Karimi             | 1994. február 11. (31 éves)    | 13            | 0       | Kayserispor      |         |         |         |
| 21            | KP      | Ahmad Nourollahi       | 1993. február 1. (32 éves)     | 26            | 3       | Shabab Al-Ahli   |         |         |         |
| Csatárok      |         |                        |                                |               |         |                  |         |         |         |
| 9             | CS      | Mehdi Táremi           | 1992. július 18. (32 éves)     | 60            | 28      | Porto            |         |         |         |
| 10            | CS      | Karim Anszárifard      | 1990. április 3. (34 éves)     | 94            | 29      | Omónia           |         |         |         |
| 20            | CS      | Szardar Azmun          | 1995. január 1. (30 éves)      | 65            | 41      | Bayer Leverkusen |         |         |         |

### Híresebb játékosok
| 1930-as évek - Hossein Sadaghiani - Hossein-Ali Khan Sardar 1940-es évek - Abbas Tanidehgar 1950-es évek - Amir Agha-Hosseini - Masoud Boroumand - Mahmud Bajati - Boyouk Jedikar - Hossein-Ali Mobasher - Hossein Soroudi 1960-as évek - Mostafa Arab - Aziz Asli - Mansour Amir Assefi - Homayoun Behzadi - Akbar Eftekhari - Kambiz Jamali - Hamid Jassemian - Gholam Hossein Nourian - Mohammad Ranjbar - Mehrab Shahrokhi - Hamid Shirzadeghan - Dzsalál Tálebi | 1970-es évek - Naszrolláh Abdolláhi - Hamid Alidousti - Ibrahim Astijani - Iraj Danaeifard - Andranik Eskandarian - Betás Fariba - Parviz Ghelichkhani - Hassan Habibi - Karo Haghverdian - Nászer Hedzsázi - Safar Iranpak - Ali Jabbari - Gafúr Dzsaháni - Hossein-Ali Kalani - Akbar Kargar Jam - Dzsafar Kasani - Gholam Hossein Mazloomi - Hasszan Nazari - Ali Parvin - Mansour Rashidi - Haszan Rovsan - Mohammad Szadegi 1980-as évek - Hamid Derakhshan - Sirous Ghayeghran | - Mehdi Abtahi - Mojtaba Moharrami - Nasser Mohammadkhani - Majid Namjoo-Motlagh - Mohammad Panjali - Farshad Pious - Behrouz Soltani 1990-es évek - Ahmad-Reza Ábedzáde - Hodádád Azizi - Karim Bágeri - Hamid Esztili - Mohammad Hákpur - Alireza Manszuriján - Mehrdád Minávand - Ali Asghar Modir Roosta - Náder Mohammadháni - Mehdi Pásázáde - Afsin Pejrováni - Reza Sáhrudi - Javad Zarrincheh 2000-es évek - Ali Dáji - Yahya Golmohammadi |

### A legtöbb válogatottsággal rendelkező játékosok

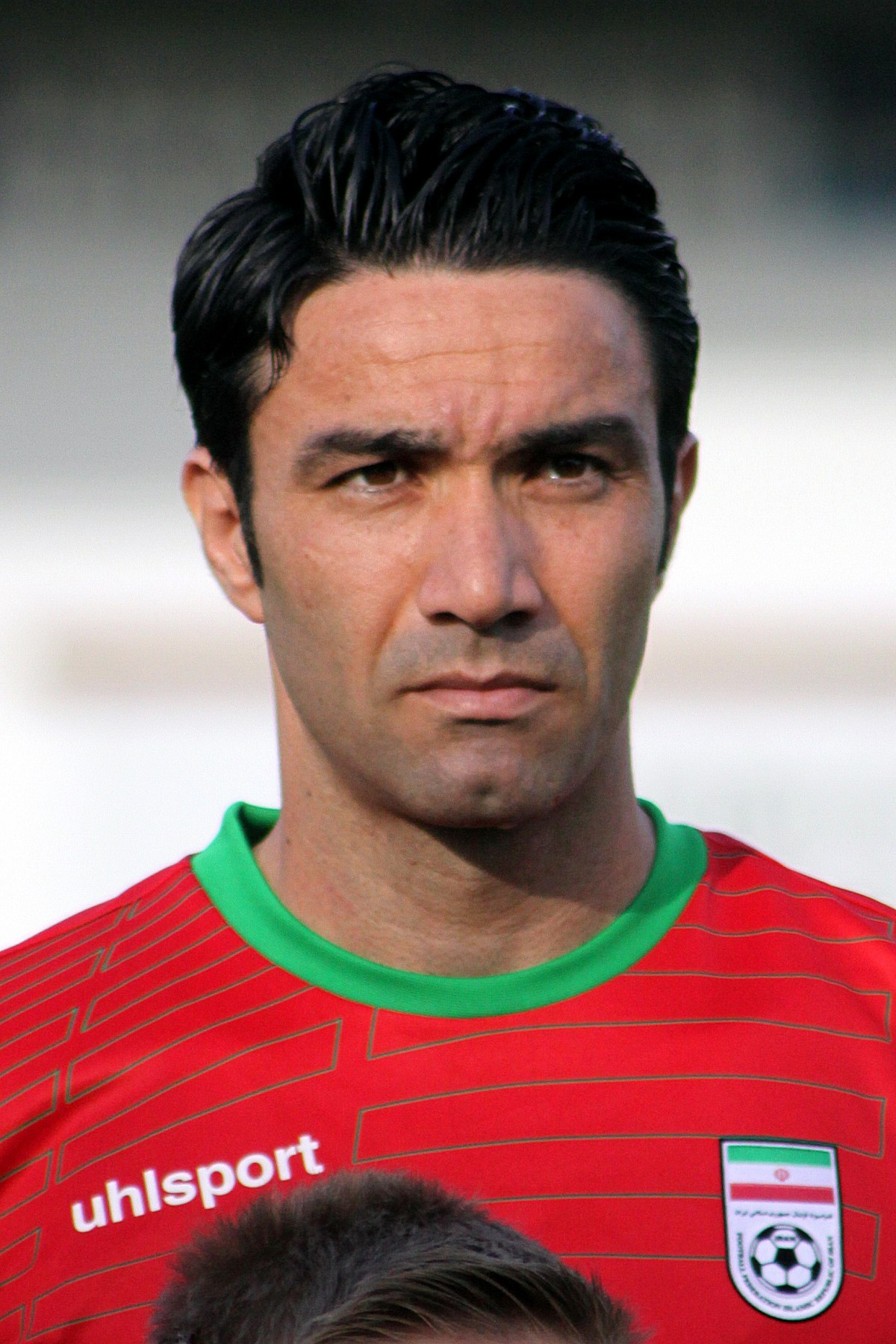
Dzsavád Nekunám a válogatottsági rekorder 151 mérkőzéssel.

| Rank | Játékos            | Mérkőzés | Gólok | Időszak   |
| ---- | ------------------ | -------- | ----- | --------- |
| 1    | Dzsavád Nekunám    | 151      | 39    | 2000–2015 |
| 2    | Ali Dáji           | 149      | 109   | 1993–2006 |
| 3    | Ali Karimi         | 127      | 38    | 1998–2012 |
| 4    | Ehszán Hádzsszafi  | 119      | 7     | 2008–     |
| 5    | Dzsalál Hoszejni   | 115      | 8     | 2007–2018 |
| 6    | Mehdi Mahdavi-Kija | 111      | 13    | 1996–2009 |
| 7    | Andránik Tejmurján | 101      | 9     | 2005–2016 |
| 8    | Karim Anszárifard  | 92       | 29    | 2009–     |
| 9    | Karim Bágeri       | 87       | 50    | 1993–2010 |
| 9    | Maszud Sodzsáji    | 87       | 8     | 2004–2019 |

### A válogatottban legtöbb gólt szerző játékosok

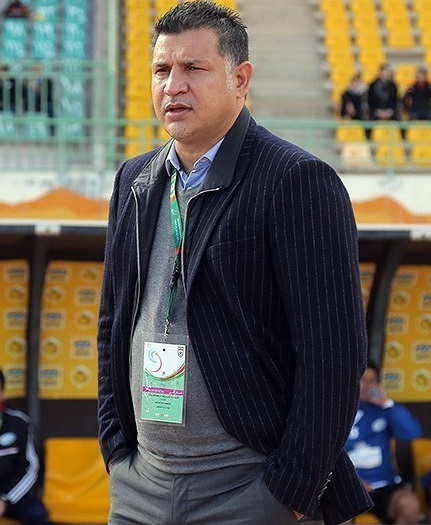
Ali Dáji a válogatott történetének legeredményesebb játékosa 109 góllal.

| #  | Játékos                 | Gólok | Mérkőzés | Arány | Időszak   |
| -- | ----------------------- | ----- | -------- | ----- | --------- |
| 1  | Ali Dáji                | 109   | 149      | 0.73  | 1993–2006 |
| 2  | Karim Bágeri            | 50    | 87       | 0.57  | 1993–2010 |
| 3  | Sardar Azmoun           | 40    | 63       | 0.63  | 2013–     |
| 4  | Dzsavád Nekunám         | 39    | 151      | 0.26  | 2000–2015 |
| 5  | Ali Karimi              | 38    | 127      | 0.3   | 1998–2012 |
| 6  | Karim Anszárifard       | 29    | 92       | 0.32  | 2009–     |
| 7  | Mehdi Táremi            | 27    | 58       | 0.47  | 2015–     |
| 8  | Gholam Hossein Mazloumi | 19    | 40       | 0.48  | 1969–1977 |
| 9  | Farshad Pious           | 18    | 34       | 0.53  | 1984–1994 |
| 10 | Rezá Gucsannezsád       | 16    | 44       | 0.36  | 2012–2018 |

## Szövetségi kapitányok
Az iráni labdarúgó-válogatott szövetségi kapitányainak listája.

| Név                   | Időszak                       | M    | Gy | D  | V  | Eredmények                                                                                              |
| --------------------- | ----------------------------- | ---- | -- | -- | -- | --- |
| Hossein Sadaghiani    | 1941–1950                     |      |    |    |    | Ezüstérem az 1951-es ázsiai játékokon                                                                   |
| Mostafa Salimi        | 1950–1952                     |      |    |    |    | |
| Edmund Masayufskei    | 1955–1957                     |      |    |    |    | |
| Mészáros József       | 1957–1959                     | 8    | 3  | 1  | 4  | |
| Hossein Fekri         | 1962–1966                     |      |    |    |    | 1964-es olimpiai játékok – részvétel                                                                    |
| Szűcs György          | 1966–1967                     | 7    | 4  | 0  | 3  | Ezüstérem az 1966-os ázsiai játékokon                                                                   |
| Zdravko Rajkov        | 1968–1970                     | 4    | 3  | 0  | 1  | Aranyérem az 1968-as Ázsia-kupán                                                                        |
| Igor Netto            | 1970–1971                     | 2    | 0  | 1  | 1  | |
| Parviz Dehdari        | 1971–1972                     |      |    |    |    | |
| Mohammad Ranjbar      | 1972                          |      |    |    |    | 1972-es Ázsia-kupa-aranyérem                                                                            |
| Mahmud Bajati         | 1972–1973                     |      |    |    |    | |
| Danny McLennan        | 1973–1974                     | 4    |    |    |    | |
| Frank O’Farrell       | 1974–1976                     | 13   | 10 | 1  | 2  | Aranyérem az 1974-es ázsiai játékokon, 1976-os olimpiai játékok-részvétel                               |
| Heshmat Mohajerani    | 1976–1978                     |      |    |    |    | Aranyérem az 1976-os Ázsia-kupán, 1978-as vb-részvétel                                                  |
| Hassan Habibi         | 1979–1982                     |      |    |    |    | |
| Parviz Aboutaleb      | 1982                          | 2    | 1  | 0  | 1  | |
| Jalal Cheraghpour     | 1982                          |      |    |    |    | |
| Mahmoud Yavari        | 1984                          |      |    |    |    | |
| Nasser Ebrahimi       | 1984–1985                     |      |    |    |    | |
| Fereydoun Asgharzadeh | 1985–1986                     |      |    |    |    | |
| Parviz Dehdari        | 1986–1989                     |      |    |    |    | Bronzérem az 1988-as Ázsia-kupán                                                                        |
| Reza Vatankhah        | 1989. feb.–1989. máj.         |      |    |    |    | |
| Mehdi Monajati        | 1989. júl.–1989. szept.       |      |    |    |    | |
| Ali Parvin            | 1989–1993                     |      |    |    |    | Aranyérem az 1990-es ázsiai játékokon.                                                                  |
| Stanko Poklepović     | 1993–1994                     | 4    | 1  | 2  | 1  | |
| Mohammad Mayeli Kohan | 1995–1997                     |      |    |    |    | Bronzérem az 1996-os Ázsia-kupán.                                                                       |
| Valdeir Vieira        | 1997. nov.–1997. dec.         | 3    | 0  | 2  | 1  | 1998-as labdarúgó-világbajnokság                                                                        |
| Tomislav Ivić         | 1998. jan.–1998. máj.         | 5    | 1  | 2  | 2  | |
| Jalal Talebi          | 1998. máj.–1998. júl.         | 4    | 1  | 0  | 3  | |
| Mansour Pourheidari   | 1998. okt.–2000. febr.        |      |    |    |    | Aranyérem az 1998-as ázsiai játékokon.                                                                  |
| Jalal Talebi          | 2000. márc.–2000. okt.        |      |    |    |    | 2000-es Ázsia-kupa-negyeddöntő.                                                                         |
| Ademar Braga          | 2000. nov.–2001. febr.        | 3    | 3  | 0  | 0  | |
| Miroslav Blažević     | 2001. márc.–2001. nov.        | 19   | 10 | 4  | 5  | |
| Branko Ivanković      | 2002. febr.–2002. szept.      | 9    | 4  | 3  | 2  | |
| Homayoun Shahrokhi    | 2003. febr.–2003. szept.      | 6    | 2  | 1  | 3  | |
| Branko Ivanković      | 2003. okt.–2006. júl.         | 41   | 28 | 6  | 7  | Aranyérem a 2004-es WAFF-bajnokságon, Bronzérem a 2004-es Ázsia-kupán, 2006-os vb-részvétel             |
| Amir Ghalenoei        | 2006. aug.–2007. júl.         | 21   | 13 | 7  | 1  | 2007-es Ázsia-kupa-negyeddöntő                                                                          |
| Mansour Ebrahimzadeh  | 2008. jan.–2008. febr.        | 3    | 0  | 3  | 0  | |
| Ali Daei              | 2008. márc.–2009. márc.       | 24   | 15 | 6  | 3  | |
| Afsin Kotbi           | 2009. márc.–2011. ápr.        | 30   | 16 | 6  | 8  | |
| Carlos Queiroz        | 2011. ápr.-2019. jan. 28.     | 100' | 60 | 27 | 13 | 2014-es vb-részvétel, 2018-as vb-részvétel, 2015-ös Ázsia-kupa-negyeddöntő, 2019-es Ázsia-kupa-elődöntő |
| Marc Wilmots          | 2019. május 22.-2019. dec. 6. | 6'   | 3  | 1  | 2  | |
| Dragan Skočić         | 2020. febr 6.-2022. júl 11.   | 18'  | 15 | 1  | 2  | 2022-es vb-részvétel                                                                                    |

## Stadion

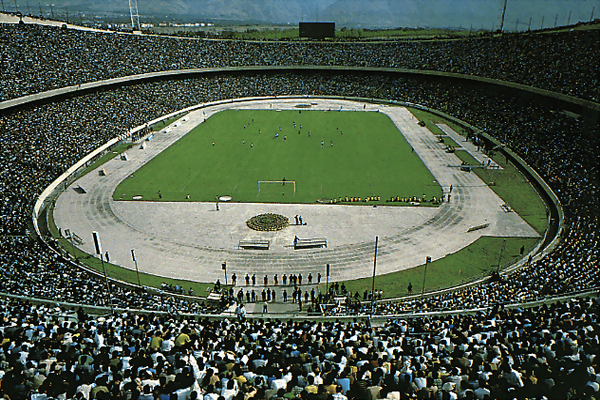
Az Azadi stadion 1991-ben

1972 óta a teheráni Azadi stadionban játssza hazai mérkőzésit az iráni labdarúgó-válogatott, melynek a befogadóképessége 78116 fő. A világ huszonnyolcadik és Ázsia hetedik legnagyobb létesítményének számít. A rekordnézőszám az 1998-as világbajnokság selejtezőiben volt amikor az Ausztrália elleni pótselejtezőt több, mint 128 ezer ember nézte meg a helyszínen. Az 1979-es forradalmat követően az iráni kormány döntése nyomán az iráni nők nem mehettek a stadionba negyven éven keresztül, amit a FIFA is elitélt és többször írt levelet az iráni labdarúgó-szövetségnek az üggyel kapcsolatban. 2019. augusztus 25-én az iráni sportminiszter bejelentette, hogy ezentúl a nőket is beengedik a férfiak mérkőzéseire és 2019 októberében mintegy 4000 nő tekinthette meg a Kambodzsa elleni világbajnoki selejtezőt.

## Külső hivatkozások
- Az Iráni labdarúgó-szövetség hivatalos honlapja (perzsa nyelven). ffiri.ir. [2020. szeptember 25-i dátummal az eredetiből archiválva]. (Hozzáférés: 2022. július 27.)
- Irán a FIFA honlapján (angol nyelven). fifa.com
- Irán az AFC honlapján (angol nyelven). the-afc.com
- Irán a worldfootball honlapján (angol nyelven). worldfootball.net
- Irán mérkőzéseinek eredményei az rsssf.com-on (angolul)
- Irán mérkőzéseinek eredményei az EloRatings.net-en (angolul)
- Irán a national-football-teams.com-on (angolul)
- Irán mérkőzéseinek eredményei a Roon BA-n (angolul)
- Irán a transfermarkt.de-n (németül)
- Irán a weltussball.de-n (németül)
- Irán a fedefutbol.net-en (spanyolul)